# Jan Franciszek Kotowicz
Jan Franciszek Kotowicz herbu Korczak – starosta grodzieński w latach 1676–1706.
Poseł grodzieński na sejm pacyfikacyjny 1698 roku.